# Zec planina
Zec planina je srednjobosanska planina koja pripada planinskoj skupini Vranice. Nalazi se između općina Uskoplje na zapadu i Fojnice na istoku. Najviši vrh je Smiljeva kosa na 1871 metara nadmorske visine. Na Zec planini izvire rijeka Vrbas. Na 1766 metara je vrh Zečeva glava. Okružuju je sa sjevera rijeka Vrbas, koja izvire podno Zeca i s juga rijeka Desna. Desna se ulijeva u Vrbas i s te strane zatvara planinu. Na istoku se nastavlja u planinu Vitreušu. Preko Desne na jugu je planina Divan. 
Na Zec planini raste bosanskohercegovački endem bijelo vraničko zvonce.
Na Zec planini se nalaze naslage kvarcporfira.
Na obrnicama planine Zeca, na 1430 metara nadmorske visine, nalazi se utvrda i ljetnikovac bosanskih kraljeva Kozograd. Na Zec planini nalaze se Veliko i Malo jezero.

## Vanjske poveznice
|  | Zajednički poslužitelj ima još gradiva o temi Zec Planina |